# Презеццо
Презеццо (итал. Presezzo) — коммуна в Италии, находится в регионе Ломбардия, подчиняется административному центру Бергамо.
Население составляет 4523 человека, плотность населения составляет 2262 чел./км². Занимает площадь 2 км². Почтовый индекс — 24030. Телефонный код — 035.
Покровителями коммуны почитаются святые Фирм и Рустик, празднование 9 августа.